# SkyTeam

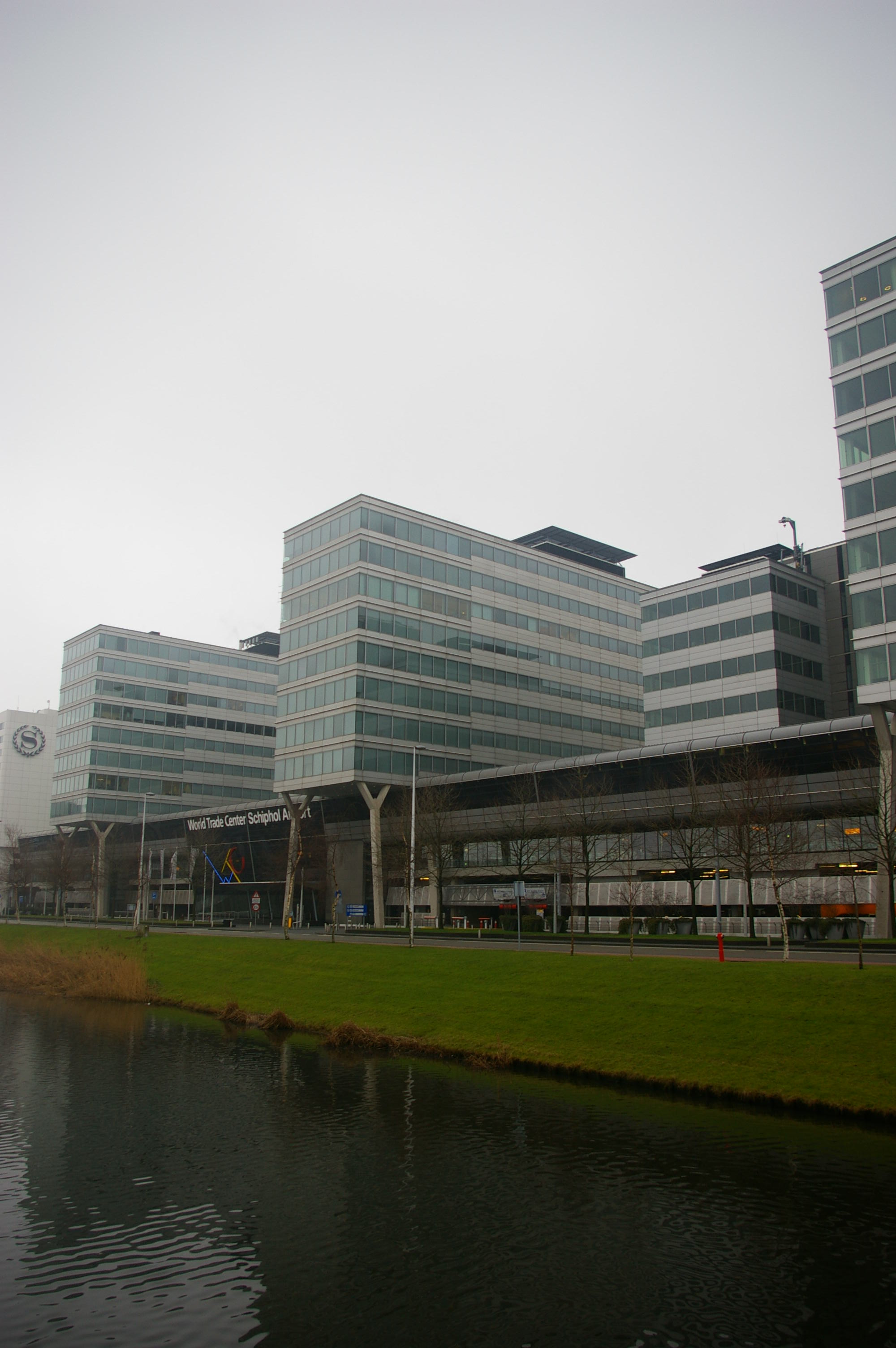
Schiphol World Trade Center, la sede di SkyTeam a Haarlemmermeer.

SkyTeam è un'alleanza di 18 compagnie aeree con sede presso il World Trade Center Schiphol Airport vicino l'aeroporto di Amsterdam-Schiphol, nei Paesi Bassi.
Venne fondata il 22 giugno 2000 da Aeroméxico, Air France, Delta Air Lines e Korean Air.
Delle tre alleanze globali, SkyTeam è stata l'ultima a formarsi, dopo Star Alliance e Oneworld. Ciò nonostante, negli anni SkyTeam è cresciuta in termini di numero di passeggeri e numero di membri, diventando la seconda alleanza più grande, dopo Star Alliance.

A maggio 2025 l'alleanza è composta da 18 vettori attivi nei cinque continenti, mentre la sua divisione cargo, SkyTeam Cargo, è composta da sette dei vettori aderenti.

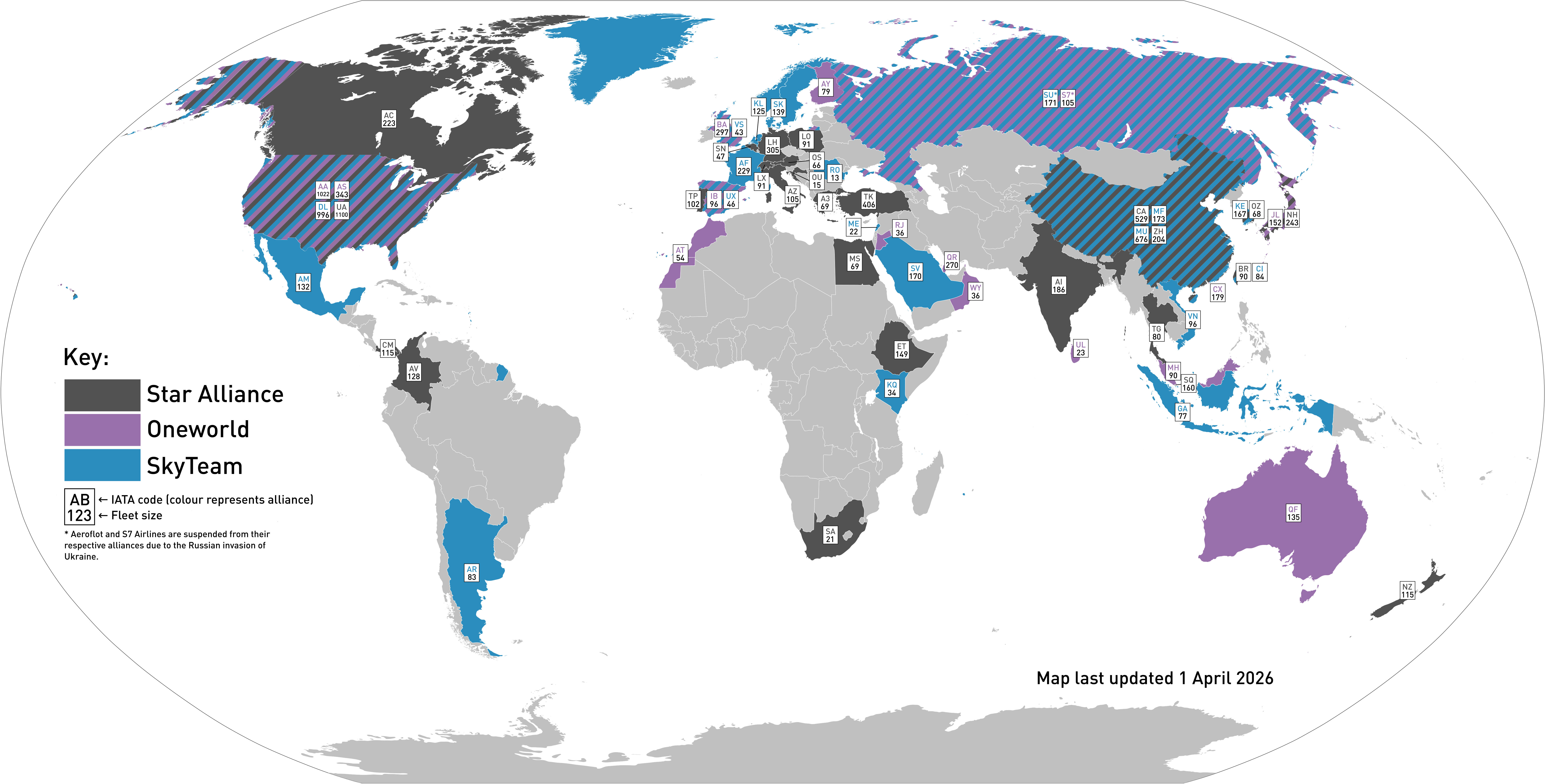
Le tre principali alleanze aeree e le flotte dei loro vettori (escluse sussidiarie, cargo e connecting partners) a febbraio 2025.
Star Alliance
SkyTeam
Oneworld

     Star Alliance
     SkyTeam
     Oneworld

## Storia
Nel corso del 2001 sono entrate a far parte dell'alleanza anche Alitalia e CSA Czech Airlines estendendo la rete di destinazioni.
Il 2004 è un anno importante nella storia di SkyTeam perché il 13 settembre Continental Airlines, KLM Royal Dutch Airlines e Northwest Airlines diventano membri a tutti gli effetti dell'alleanza che così estende e amplia il suo network: con l'ingresso delle tre compagnie, l'alleanza ha avuto la sua più grande espansione. Nel 2006 fa il suo ingresso la compagnia aerea russa Aeroflot.
Il 4 settembre 2007, tre nuove compagnie aeree sono entrate a far parte del programma associato. Le tre compagnie sono Air Europa, Copa Airlines, Kenya Airways; ognuna delle quali è sponsorizzata e supportata da un membro effettivo, nell'ordine Air France, Continental Airlines, KLM Royal Dutch Airlines.
Il 15 novembre 2007 è entrata la China Southern Airlines, uscita poi il 1 gennaio 2019.
Continental Airlines e Copa Airlines il 24 ottobre 2009 sono uscite da SkyTeam per passare a Star Alliance.
Il giorno 16 aprile 2010 China Eastern Airlines ha annunciato l'intenzione di entrare a far parte dell'alleanza SkyTeam. Durante una cerimonia ufficiale tenutasi a Shanghai, il Presidente e Amministratore delegato di China Eastern Ma Xulun si è riunito con gli AD delle compagnie aeree dell'alleanza SkyTeam per firmare un memorandum d'intesa a conferma dei piani di China Eastern di entrare nell'alleanza SkyTeam entro la metà del 2011. Questa new entry ha portato nel giugno 2011 un incremento nella flotta pari a 248 aeromobili e collegamenti verso 103 destinazioni. Nel 2010 venne festeggiato il 10º anniversario con l'introduzione di una livrea speciale e gli annunci di ingresso nell'alleanza di Aerolíneas Argentinas, China Airlines e Garuda Indonesia.
Nel 2012 sono entrate nell'alleanza anche Saudia, Xiamen Airlines e Middle East Airlines. Garuda Indonesia è invece entrata nell'alleanza a marzo 2014.
Nel 2021 Alitalia è uscita dall'alleanza in seguito alla cessazione delle sue attività; la neonata ITA Airways, che ha acquisito il marchio di Alitalia, ne ha preso il posto.
Nell'aprile 2022, Aeroflot è stata sospesa da SkyTeam in seguito all'invasione dell'Ucraina.
Nel settembre 2022 è stato annunciato l'ingresso di Virgin Atlantic, divenuto effettivo il 2 marzo 2023. La compagnia inglese faceva già parte di un accordo sui voli tra Europa e Nord America, insieme a Delta e Air France-KLM.
Ad aprile 2024, Air France-KLM diventa azionista del 19,9% di Scandinavian Airlines che quindi ufficializza l'intenzione di entrare nell'alleanza. L'ingresso è avvenuto il 1 settembre.
Sempre nel 2024, Czech Airlines annunciò la fine delle attività, venendo assorbita in Smartwings; di conseguenza, ha lasciato l'alleanza il 27 ottobre.
Il 30 aprile 2025 ITA Airways lascia l'alleanza per l'integrazione con Lufthansa Group e il successivo passaggio in Star Alliance.

## Cronologia
Cronologia essenziale

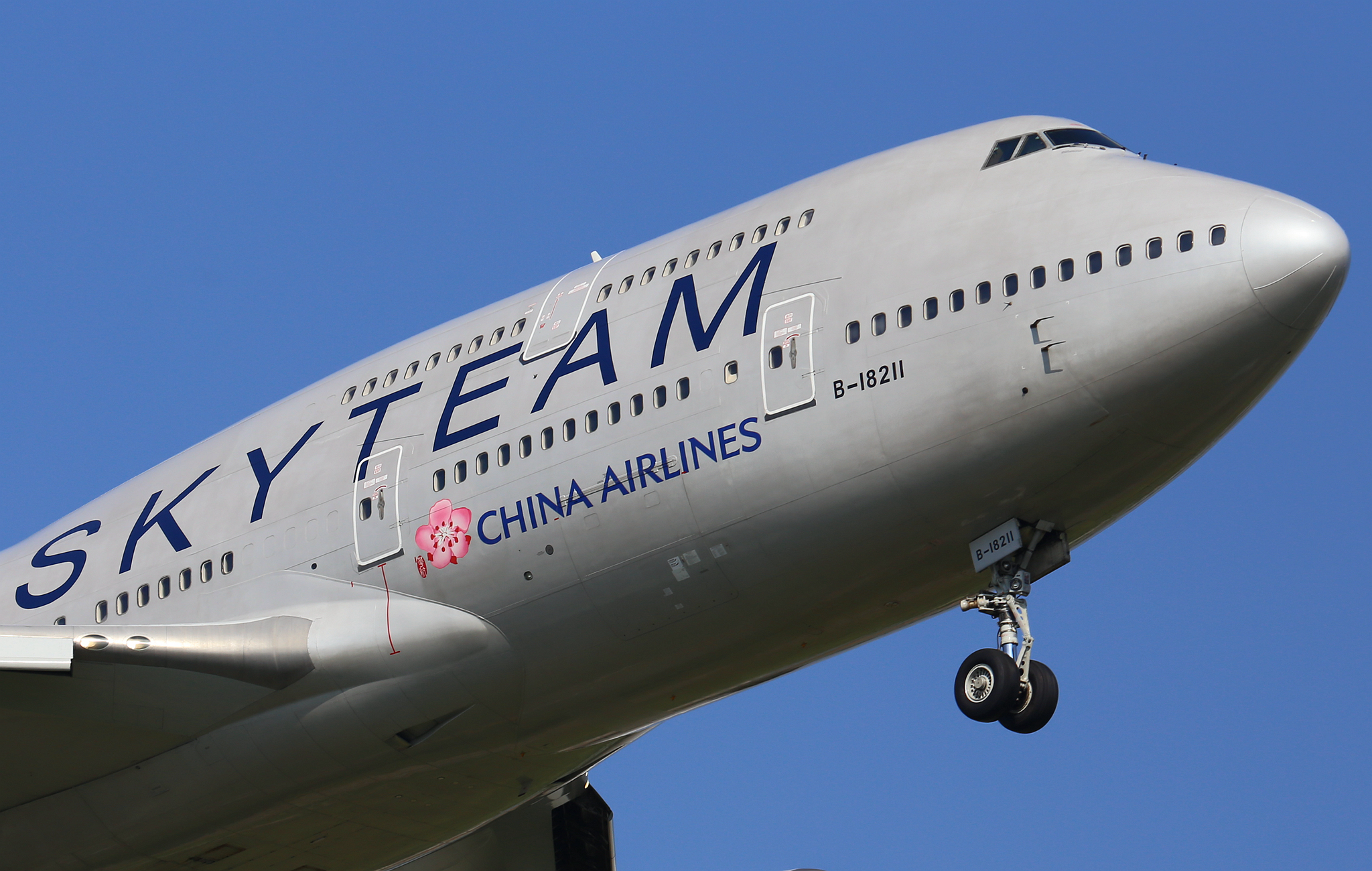
Il logo SkyTeam sulla fusoliera di un aeromobile della China Airlines.

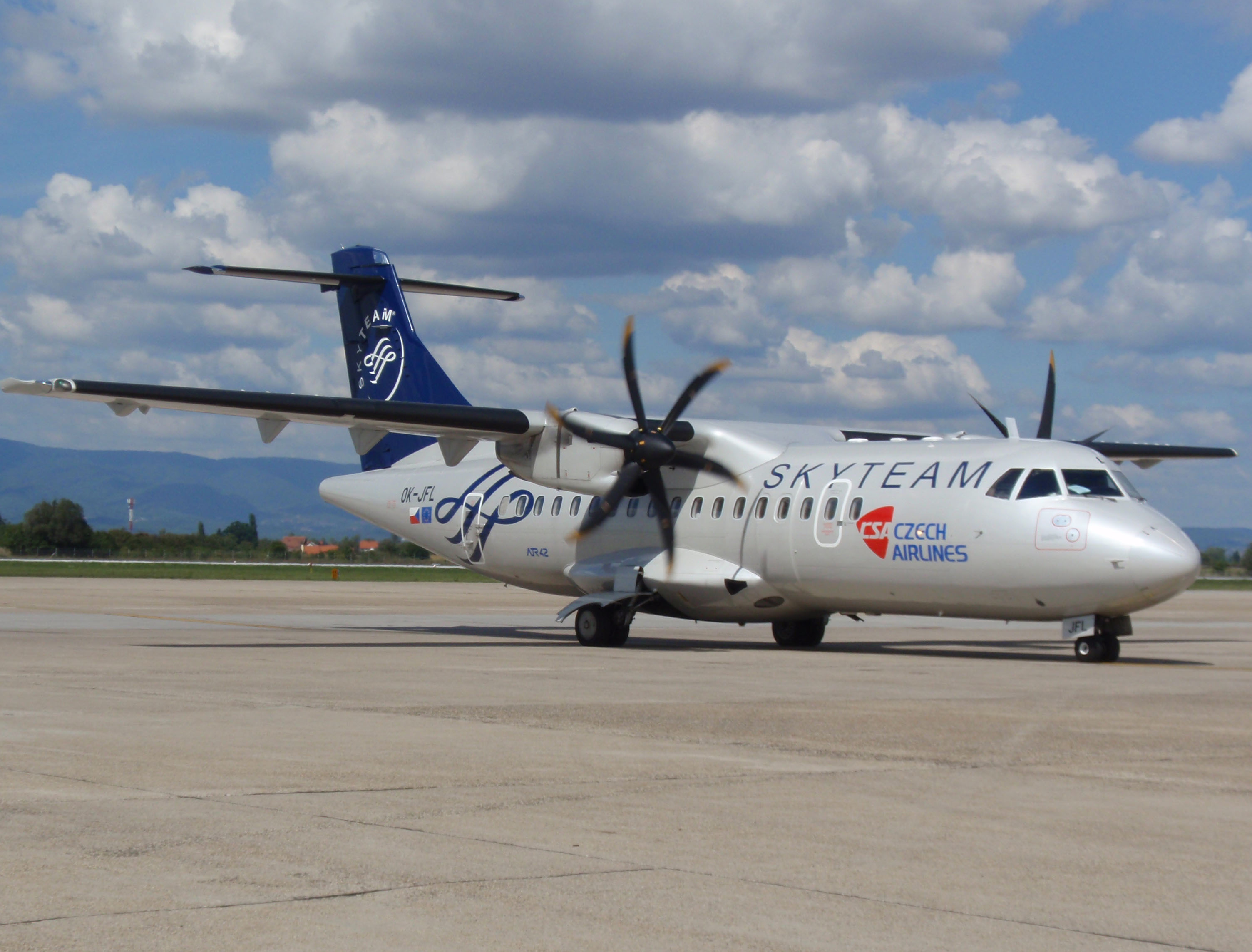
La livrea SkyTeam su un ATR 42 della Czech Airlines.

- 22 giugno 2000: Aeroméxico, Air France, Delta Air Lines e Korean Air annunciano la costituzione di SkyTeam.
- settembre 2000: SkyTeam annuncia la creazione dell'alleanza di linee aeree cargo più grande del mondo, SkyTeam Cargo.
- 25 marzo 2001: Czech Airlines entra nell'alleanza.[18]
- luglio 2001: Alitalia entra nell'alleanza.
- giugno 2002: SkyTeam diventa la prima alleanza globale di linee aeree di cui fanno parte membri che possiedono un codice ATI per le rotte su entrambi gli oceani, Atlantico e Pacifico.
- agosto 2002: SkyTeam lancia la tariffa Europe Pass.
- gennaio 2003: SkyTeam rende noto il suo progetto di avviare un Programma Associate.
- luglio 2004: SkyTeam lancia la tariffa America Pass.
- settembre 2004: Continental Airlines, KLM Royal Dutch Airlines e Northwest Airlines entrano nell'alleanza.
- febbraio 2005: SkyTeam apre una nuova co-located facility all'aeroporto Internazionale di Città del Messico (MEX).
- ottobre 2005: SkyTeam lancia la tariffa Asia Pass.
- aprile 2006: Aeroflot entra nell'alleanza.
- aprile 2006: SkyTeam annuncia il lancio di SkyTeam Global Meetings.
- giugno 2006: nove vettori SkyTeam sottoscrivono un memorandum d'intesa (MOU) con la British Airport Authority (BAA) allo scopo di riunire le loro strutture operative al Terminal 4 dell'aeroporto di Londra-Heathrow (LHR).
- ottobre 2006: quattro vettori SkyTeam che effettuano voli di linea per il Brasile annunciano la realizzazione di una struttura operativa comune all'aeroporto di San Paolo-Guarulhos-Governatore André Franco Montoro (GRU).
- giugno 2007: SkyTeam nomina Leo van Wijk suo primo presidente.
- 2007 settembre: SkyTeam rende noti i primi tre membri del suo Programma Associate – Air Europa, Copa Airlines e Kenya Airways.
- novembre 2007: China Southern Airlines entra nell'alleanza.
- gennaio 2008: Aeroméxico, Continental Airlines, Delta Air Lines e SkyTeam Associate Copa Airlines annunciano la loro co-location al Terminal 2 dell'aeroporto Internazionale di Città del Messico (MEX).
- febbraio 2008: SkyTeam rende noto il progetto di creare una struttura operativa condivisa al Terminal 4 dell'aeroporto di Londra-Heathrow (LHR).
- settembre 2008: SkyTeam lancia la tariffa China Pass.
- aprile 2009: SkyTeam lancia la speciale livrea SkyTeam.
- settembre 2009: SkyTeam lancia la tariffa Mexico Pass.
- 24 ottobre 2009: Continental Airlines e Copa Airlines lasciano l'allenaza.
- 25 ottobre 2009: SkyTeam apre una nuova co-located facility al Terminal 1 dell'aeroporto di Barcellona-El Prat (ESP).
- 16 aprile 2010: China Eastern Airlines annuncia l'intenzione di entrare a far parte dell'alleanza SkyTeam entro giugno 2011.
- 10 giugno 2010: Vietnam Airlines entra nell'alleanza.
- 22 giugno 2010: SkyTeam rinnova il proprio programma di adesione e con effetto immediato tutte le compagnie Associate divengono membri a tutti gli effetti.
- 25 giugno 2010: Tarom entra nell'alleanza.
- 14 settembre 2010: China Airlines annuncia l'intenzione di aderire all'alleanza da metà 2011.
- 1 novembre 2010: è annunciato che Shanghai Airlines entrerà nell'alleanza nel 2011 in quanto partner di China Eastern Airlines.
- 23 novembre 2010: è annunciato che Garuda Indonesia entrerà nell'alleanza nel 2012.
- 30 novembre 2010: è annunciato che Aerolíneas Argentinas entrerà nell'alleanza nel 2012.
- 10 gennaio 2011: è annunciato che Saudi Arabian Airlines entrerà nell'alleanza nel 2012.
- 19 gennaio 2011: è annunciato che Middle East Airlines entrerà nell'alleanza nel 2012.
- 21 giugno 2011: China Eastern Airlines entra nell'alleanza.
- 28 settembre 2011: China Airlines entra nell'alleanza.
- 29 maggio 2012: Saudia entra nell'alleanza.
- 28 giugno 2012: Middle East Airlines entra nell'alleanza.
- 29 agosto 2012: Aerolíneas Argentinas entra nell'alleanza.
- 21 novembre 2012: Xiamen Airlines entra nell'alleanza.
- 5 marzo 2014: Garuda Indonesia entra nell'alleanza.
- 1 gennaio 2019: China Southern Airlines lascia l'alleanza.
- 14 ottobre 2021: Alitalia lascia l'alleanza.
- 29 ottobre 2021: ITA Airways entra nell'alleanza.
- aprile 2022: Aeroflot non fa più parte dell'alleanza dopo l'invasione russa dell'Ucraina.
- 2 marzo 2023: Virgin Atlantic entra nell'alleanza.
- 1 settembre 2024: Scandinavian Airlines entra nell'alleanza.
- 26 ottobre 2024: Czech Airlines lascia l'alleanza.[12]
- 30 aprile 2025: ITA Airways lascia l'alleanza.[14][15]

## Fatti e cifre
Fatti e cifre essenziali (gennaio 2019)
- Destinazioni: 1 150
- Paesi: 175
- Partenze giornaliere: oltre 14 500
- Passeggeri annui: 630 milioni
- Numero di Lounges: 750
- Anno di formazione: 2000

## Compagnie aeree SkyTeam
| Logo | Compagnia                          | Paese                     | Ingresso          | Affiliate                                                       | Affiliate non member                         |
| ---- | ---------------------------------- | ------------------------- | ----------------- | --------------------------------------------------------------- | -------------------------------------------- |
|      | Aerolíneas Argentinas              | Argentina                 | 29 agosto 2012    | —                                                               | —                                            |
|      | Aeroméxico (membro fondatore)      | Messico                   | 22 giugno 2000    | Aeroméxico Connect                                              | —                                            |
|      | Air Europa                         | Spagna                    | 1 settembre 2007  | —                                                               | —                                            |
|      | Air France (membro fondatore)      | Francia                   | 22 giugno 2000    | —                                                               | Air France Hop Transavia France              |
|      | China Airlines                     | Taiwan                    | 28 settembre 2011 | Mandarin Airlines [solo i voli operati da aerei China Airlines] | —                                            |
|      | China Eastern Airlines             | Cina                      | 21 giugno 2011    | Shanghai Airlines                                               | China United Airlines                        |
|      | Delta Air Lines (membro fondatore) | Stati Uniti               | 22 giugno 2000    | Delta Connection Delta Shuttle                                  | —                                            |
|      | Garuda Indonesia                   | Indonesia                 | 5 marzo 2014      | —                                                               | —                                            |
|      | Kenya Airways                      | Kenya                     | 1 settembre 2007  | —                                                               | —                                            |
|      | KLM                                | Paesi Bassi               | 13 settembre 2004 | KLM Cityhopper                                                  | Martinair Transavia Airlines                 |
|      | Korean Air (membro fondatore)      | Corea del Sud             | 22 giugno 2000    | —                                                               | Jin Air                                      |
|      | Middle East Airlines               | Libano                    | 28 giugno 2012    | —                                                               | —                                            |
|      | Saudia                             | Arabia Saudita            | 29 maggio 2012    | —                                                               | —                                            |
|      | Scandinavian Airlines              | Danimarca Norvegia Svezia | 1 settembre 2024  | —                                                               | —                                            |
|      | TAROM                              | Romania                   | 25 giugno 2010    | —                                                               | —                                            |
|      | Vietnam Airlines                   | Vietnam                   | 10 giugno 2010    | —                                                               | Pacific Airlines Vietnam Air Service Company |
|      | Virgin Atlantic                    | Regno Unito               | 2 marzo 2023      | —                                                               | —                                            |
|      | XiamenAir                          | Cina                      | 21 novembre 2012  | —                                                               | —                                            |

### Compagnie uscite da SkyTeam
| Compagnia aerea         | Paese       | Ingresso          | Uscita           | Affiliate | Note                                                                |
| ----------------------- | ----------- | ----------------- | ---------------- | --- | ------------------------------------------------------------------- |
| Aeroflot                | Russia      | 14 aprile 2006    | 27 aprile 2022   | Donavia | Orenair Rossija Airlines SAT Airlines Vladivostok Avia              |
| Alitalia                | Italia      | 13 luglio 2001    | 15 ottobre 2021  | Alitalia CityLiner | Sostituita da ITA Airways                                           |
| China Southern Airlines | Cina        | 15 novembre 2007  | 1 gennaio 2019   | Chongqing Airlines | —                                                                   |
| Continental Airlines    | Stati Uniti | 13 settembre 2004 | 24 ottobre 2009  | Continental Connection operata da: → Cape Air → Colgan Air → CommutAir → Gulfstream International Airlines Continental Express operata da: → Chautauqua Airlines → ExpressJet Airlines Continental Micronesia | Entrata in Star Alliance.                                           |
| Czech Airlines          | Rep. Ceca   | 25 marzo 2001     | 26 ottobre 2024  | — | —                                                                   |
| ITA Airways             | Italia      | 29 ottobre 2021   | 30 aprile 2025   | — | Passerà a Star Alliance                                             |
| Northwest Airlines      | Stati Uniti | 13 settembre 2004 | 31 dicembre 2009 | Northwest Airlink | Nel 2008 è stata acquistata da Delta Air Lines e integrata in essa. |

| Compagnia aerea   | Paese       | Ingresso | Uscita | Affiliate di    | Note                                                                                 |
| ----------------- | ----------- | -------- | ------ | --------------- | ------------------------------------------------------------------------------------ |
| Aerolitoral       | Messico     | 2000     | 2007   | Aeroméxico      | È diventata Aeromexico Connect.                                                      |
| Aeromexico Travel | Messico     | 2008     | 2011   | Aeroméxico      | È stata integrata in Aeroméxico.                                                     |
| Alitalia Express  | Italia      | 2001     | 2012   | Alitalia        | È stata "sostituita" da Air One CityLiner, nel frattempo divenuta Alitalia CityLiner |
| Brit Air          | Francia     | 2000     | 2013   | Air France      | È stata integrata in HOP!                                                            |
| Delta Express     | Stati Uniti | 2000     | 2001   | Delta Air Lines | È diventata Song Airlines.                                                           |
| Nordavia          | Russia      | 2006     | 2011   | Aeroflot        | È stata venduta e integrata nella Taimyr Air Company.                                |
| Régional          | Francia     | 2001     | 2013   | Air France      | È stata integrata in HOP!                                                            |
| Song Airlines     | Stati Uniti | 2003     | 2006   | Delta Air Lines | È stata integrata in Delta Air Lines.                                                |

| Compagnia aerea | Paese    | Ingresso          | Uscita          | Affiliate     | Note |
| --------------- | -------- | ----------------- | --------------- | ------------- | --- |
| Copa Airlines   | Panama   | 1º settembre 2007 | 24 ottobre 2009 | AeroRepública | Sponsorizzata da Continental Airlines e uscita insieme a quest'ultima.                                                            |
| Malév           | Ungheria | 2005              | 2005            | —             | In realtà mai entrata. Aveva richiesto di entrare, sponsorizzata dalla Czech Airlines, ma ha poi preferito far parte di Oneworld. |

## Compagnie aeree SkyTeam Cargo
A maggio 2025 collaborano sette divisioni cargo dei vettori aderenti all'alleanza:
- Aerolíneas Argentinas Cargo (dal 2012)
- Aeromexico Cargo (dal 2000)
- Air France-KLM Cargo (dal 2000 e dal 2004)
- China Cargo Airlines (dal 2013)
- Delta Cargo (dal 2000) (nel 2009 ha integrato NWA Cargo entrata nel 2005)
- Korean Air Cargo (dal 2000)
- Saudia Cargo (dal 2019)

## SkyTeam Hubs
| Compagnia aerea          | Hubs |
| ------------------------ | --- |
| Aerolíneas Argentinas    | Aeroporto di Buenos Aires-Ministro Pistarini Aeroparque Jorge Newbery Aeroporto di Córdoba-Ing. A. L. V. Taravella |
| Aeroméxico               | Aeroporto Internazionale di Città del Messico |
| Air Europa               | Aeroporto di Madrid-Barajas |
| Air France               | Aeroporto di Parigi Charles de Gaulle Aeroporto di Parigi Orly Aeroporto di Lione Saint Exupéry |
| China Airlines           | Aeroporto di Taipei-Taoyuan |
| China Eastern Airlines   | Aeroporto di Shanghai-Pudong Aeroporto Internazionale di Xi'an Xianyang |
| Delta Air Lines          | Aeroporto Internazionale di Atlanta-Hartsfield-Jackson Aeroporto Internazionale di Cincinnati-Kentucky Settentrionale Aeroporto Internazionale John F. Kennedy Aeroporto Internazionale di Salt Lake City Aeroporto Metropolitano di Detroit-Contea di Wayne Aeroporto Internazionale di Minneapolis-Saint Paul-Wold-Chamberlain Aeroporto Internazionale di Memphis Aeroporto Internazionale di Narita |
| Garuda Indonesia         | Aeroporto Internazionale di Giacarta-Soekarno-Hatta |
| Kenya Airways            | Aeroporto Internazionale Jomo Kenyatta |
| KLM Royal Dutch Airlines | Aeroporto di Amsterdam-Schiphol |
| Korean Air               | Aeroporto Internazionale di Seul-Incheon |
| Middle East Airlines     | Aeroporto Internazionale di Beirut-Rafic Hariri |
| Saudia                   | Aeroporto Internazionale di Gedda-Re Abd al-Aziz Aeroporto Internazionale di Dammam-Re Fahd Aeroporto Internazionale di Riad-Re Khalid |
| Scandinavian Airlines    | Aeroporto di Copenaghen Aeroporto di Oslo-Gardermoen Aeroporto di Stoccolma-Arlanda |
| TAROM                    | Aeroporto di Bucarest-Henri Coandă |
| Vietnam Airlines         | Aeroporto Internazionale Noi Bai Aeroporto Internazionale Tan Son Nhat |
| Virgin Atlantic          | Aeroporto di Londra-Heathrow Aeroporto di Manchester |
| Xiamen Airlines          | Aeroporto Internazionale di Xiamen Gaoqi Aeroporto di Fuzhou-Changle |

## SkyTeam Co-locations
SkyTeam ha oltre 40 co-location nei maggiori aeroporti del mondo, tra cui Amsterdam, Atene, Barcellona, Pechino, Bruxelles, Buenos Aires, Caracas, Ginevra, Istanbul, Lagos, Manchester, Città del Messico, Monaco di Baviera, Milano-Malpensa, Paris-CDG2, Praga, Stoccarda, Tunisi, Venezia e Vienna:
- Aeroporto di San Paolo-Guarulhos-Governatore André Franco Montoro: Terminal 1 Wing A; a ottobre 2006 era la 41ª co-location.
- Aeroporto Internazionale di Toronto-Pearson: Terminal 3.
- Aeroporto di Pechino-Capitale: Terminal 2.
- Aeroporto Internazionale di Seul-Incheon: East Side of Main Terminal.
- Aeroporto di Barcellona-El Prat: Terminal 1.
- Aeroporto di Madrid-Barajas: Terminal 1 per i voli internazionali e Terminal 2 i voli nazionali ed europei.
- Aeroporto di Parigi Charles de Gaulle: Terminal 2C (SU, KQ, ME, SV), 2D (UX, OK), 2E (AM, MU, DL, KE, RO, VN), 2F (KL), Air France opera dai terminal 2E, 2F e 2G (le compagnie regionali).
- Aeroporto di Francoforte sul Meno: Terminal 2
- Aeroporto di Londra-Heathrow: Terminal 4.
- Aeroporto di Manchester: Terminal 2.
- Aeroporto Internazionale di Narita: Terminal 1 North Wing.
- Aeroporto Internazionale di Città del Messico: Terminal 2, tranne Air France e KLM che attualmente operano dal Terminal 1.
- Aeroporto Internazionale di Monterrey: Terminal B
- Aeroporto di Mosca-Šeremet'evo: Terminal D, tranne Air France e KLM che attualmente operano dal Terminal E.
- Aeroporto Internazionale di Atlanta-Hartsfield-Jackson: Terminal South, eccetto per KLM e Korean Air nel Terminal North.
- Aeroporto Internazionale di Chicago-O'Hare: Terminal 2, Terminal 3 e Terminal 5.
- Aeroporto Internazionale di Cincinnati-Kentucky Settentrionale: Terminal 3.
- Aeroporto Internazionale di Dallas-Fort Worth: Terminal D (KLM e Korean Air), Terminal E (Delta)
- Aeroporto Metropolitano di Detroit-Contea di Wayne: McNamara Terminal.
- Aeroporto Internazionale di Los Angeles: Terminal 2 (Air France-KLM), Tom Bradley International Terminal (Korean Air), Terminal 5 (Delta, Aeromexico), Terminal 6 (Delta)
- Aeroporto Internazionale di Newark: Terminal B (Delta Air Lines, Air France).
- Aeroporto LaGuardia: Delta Terminal e Marine Air Terminal (voli shuttle Delta Airlines verso Boston, Chicago e Washington)
- Aeroporto Internazionale John F. Kennedy: terminal 1, 2, 3, 4
- Aeroporto Internazionale di San Francisco: International Terminal Boarding Area A (membri internazionali), Terminal 1 Boarding Areas B & C (Delta)
- Aeroporto Internazionale di Seattle-Tacoma: South Satellite Terminal.
- Aeroporto Internazionale Tan Son Nhat: Terminal 2.

## Programmi frequent flyer
La tabella seguente indica gli status (livelli) dei programmi frequent flyer di ogni compagnia e gli status SkyTeam corrispondenti
| Compagnia aerea        | Programma fedeltà  | SkyTeam Elite                                                | SkyTeam Elite Plus                                                                                                  |
| ---------------------- | ------------------ | ------------------------------------------------------------ | --- |
| Aerolíneas Argentinas  | Aerolíneas Plus    | Oro                                                          | Platino, Diamante                                                                                                   |
| Aeroméxico             | Aeromexico Rewards | Gold                                                         | Platinum |
| Air Europa             | Suma               | Silver                                                       | Gold, Platinum |
| Air France-KLM TAROM   | Flying Blue        | Silver (Gold per i residenti negli Stati Uniti e in Messico) | Gold, Platinum, Club 2000, Skipper of the Flying Dutchman (Platinum per i residenti negli Stati Uniti e in Messico) |
| China Airlines         | Dynasty Flyer      | Gold                                                         | Emerald, Paragon |
| China Eastern Airlines | Eastern Miles      | Silver                                                       | Gold |
| Delta Air Lines        | SkyMiles           | Silver                                                       | Gold, Platinum, Diamond                                                                                             |
| Garuda Indonesia       | GarudaMiles        | Gold                                                         | Platinum |
| Kenya Airways          | Asante Rewards     | Silver                                                       | Gold, Platinum |
| Korean Air             | SKYPASS            | Morning Calm                                                 | Morning Calm Premium, Million Miler                                                                                 |
| Middle East Airlines   | Cedar Miles        | Silver Cedar                                                 | Golden Cedar |
| Scandinavian Airlines  | EuroBonus          | Silver                                                       | Gold, Diamond |
| Saudia                 | AlFursan           | Silver                                                       | Gold |
| Vietnam Airlines       | Lotusmiles         | Titanium, Gold                                               | Platinum |
| Virgin Atlantic        | Flying Club        | Silver                                                       | Gold |
| XiamenAir              | Egret Miles        | Silver                                                       | Gold |

## Livree speciali SkyTeam

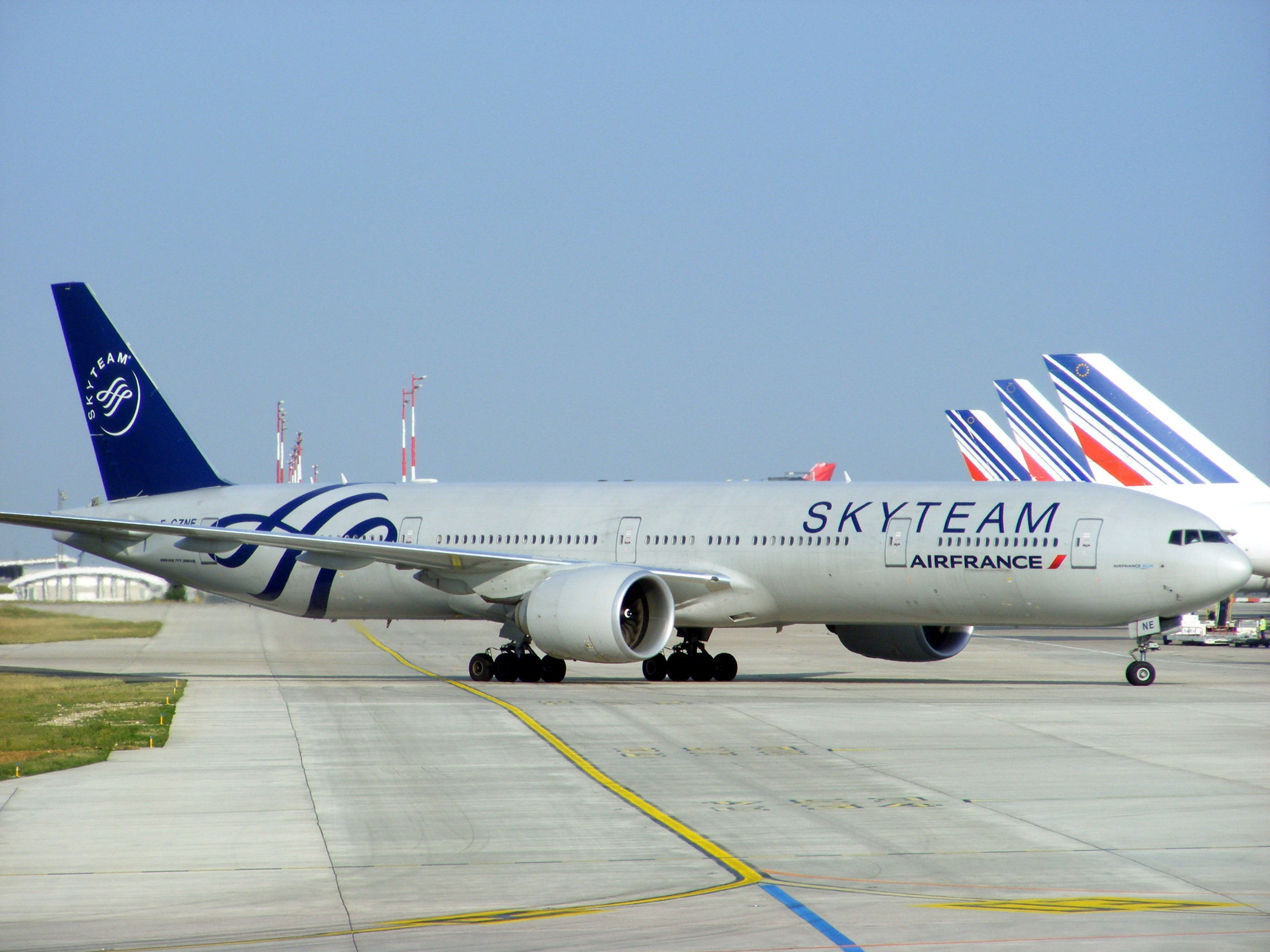
Un Boeing 777-300ER di Air France con la livrea speciale di SkyTeam

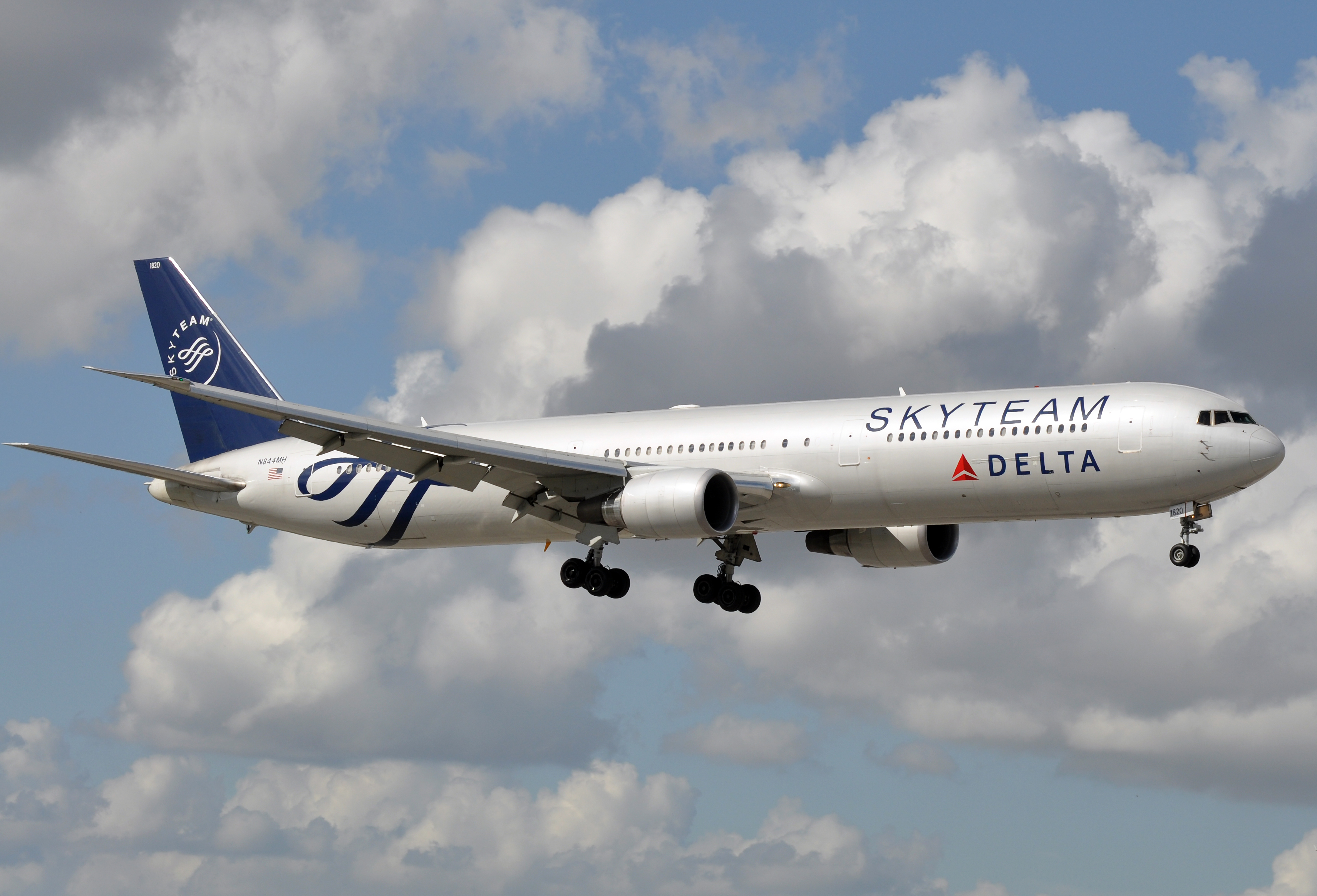
La livrea SkyTeam su un Boeing 767-400 della Delta Air Lines

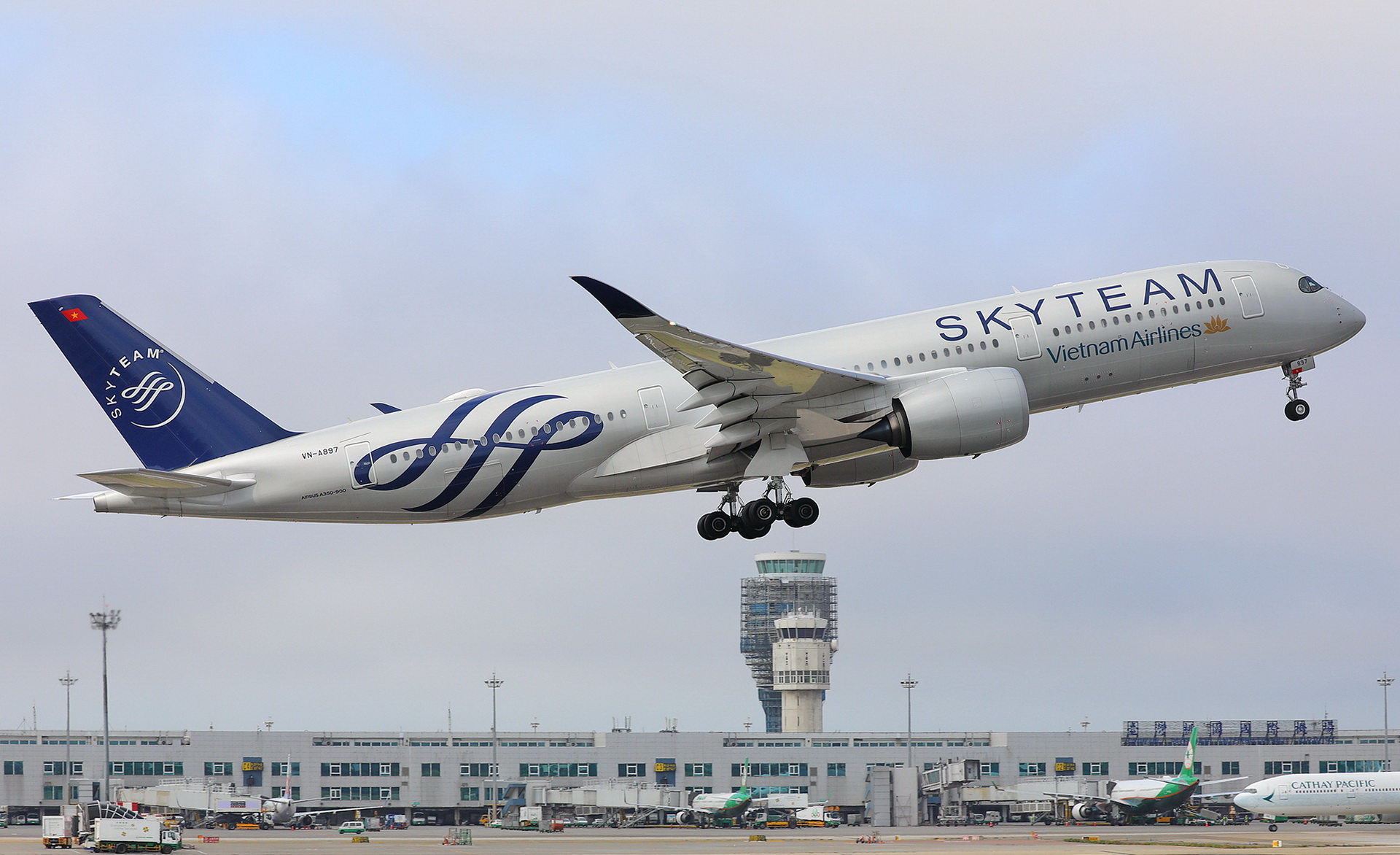
La livrea SkyTeam su un Airbus A350-900 di Vietnam Airlines

SkyTeam ad aprile 2009 ha lanciato la livrea SkyTeam
| Compagnia aerea        | Data           | Aeromobile       | Registrazione |
| ---------------------- | -------------- | ---------------- | ------------- |
| Aerolíneas Argentinas  | agosto 2012    | Boeing 737-700   | LV-BZA        |
| Aerolíneas Argentinas  | settembre 2013 | Embraer E-190    | LV-FPS        |
| Air Europa             | novembre 2017  | Boeing 737-85P   | EC-LPQ        |
| Air France             | giugno 2009    | Boeing 777-328ER | F-GZNE        |
| Air France             | maggio 2012    | Boeing 777-328ER | F-GZNN        |
| Air France             | marzo 2016     | Boeing 777-328ER | F-GZNT        |
| China Airlines         | giugno 2012    | Airbus A330-302  | B-18311       |
| China Eastern Airlines | dicembre 2011  | Airbus A330-243  | B-6538        |
| China Eastern Airlines | marzo 2012     | Airbus A330-243  | B-5908        |
| China Eastern Airlines | giugno 2014    | Airbus A330-243  | B-5949        |
| China Eastern Airlines | luglio 2014    | Airbus A321-231  | B-1837        |
| China Eastern Airlines | luglio 2014    | Airbus A321-231  | B-1838        |
| China Eastern Airlines | febbraio 2017  | Airbus A321-211  | B-8976        |
| China Eastern Airlines | marzo 2017     | Airbus A321-211  | B-8977        |
| Delta Air Lines        | marzo 2009     | Boeing 767-432ER | N844MH        |
| Delta Air Lines        | settembre 2012 | Boeing 737-832   | N3758Y        |
| Delta Air Lines        | settembre 2012 | Boeing 737-832   | N3761R        |
| Delta Air Lines        | settembre 2012 | Boeing 737-832   | N381DN        |
| Garuda Indonesia       | ottobre 2015   | Boeing 777-3U3ER | PK-GII        |
| Kenya Airways          | febbraio 2012  | Boeing 737-7U8   | 5Y-KQH        |
| Kenya Airways          | settembre 2012 | Embraer E-190    | 5Y-FFB        |
| Kenya Airways          | novembre 2015  | Boeing 737-86N   | 5Y-CYE        |
| KLM                    | agosto 2009    | Boeing 777-306ER | PH-BVD        |
| KLM                    | maggio 2010    | Boeing 737-9K2   | PH-BXO        |
| KLM                    | ottobre 2016   | Embraer E-190    | PH-EZX        |
| Korean Air             | aprile 2015    | Boeing 777-3B5ER | HL7783        |
| Saudia                 | aprile 2012    | Airbus A320-214  | HZ-ASF        |
| Saudia                 | aprile 2014    | Airbus A330-343  | HZ-AQL        |
| Saudia                 | settembre 2018 | Airbus A320-214  | HZ-AS83       |
| TAROM                  | marzo 2011     | Boeing 737-78J   | YR-BGF        |
| Vietnam Airlines       | novembre 2013  | Airbus A321-231  | VN-A327       |
| Vietnam Airlines       | aprile 2018    | Airbus A350-900  | VN-A897       |
| XiamenAir              | novembre 2016  | Boeing 737-85C   | B-5633        |